# Benedictus II
Benedictus II, född okänt i Rom, död 8 maj 685, var påve 26 juni 684 – 8 maj 685. Helgon med festdag 7 maj.
Benedictus II valdes till påve redan i juli 683, men han fick vänta nästan ett år på kejserlig bekräftelse från Konstantinopel.

## Biografi
Benedictus II:s födelsedatum är okänt; han avled 8 maj 685, var romare och hans far hette Johannes. I unga år sändes han till schola cantorum, utmärkte sig för kunskaper i de heliga skrifterna och genom sin sång, och som präst var han anmärkningsvärt ödmjuk och kärleksfull mot de fattiga, och känd för sin generositet. 
Han blev påve 26 juni 684 efter att påvestolen stått tom i tolv månader. För att överbygga vakansen vid Heliga stolen som följde av förre påvens död, erhöll han av kejsare Konstantin IV Pogonatus ett dekret som antingen upphävde alla kejserliga bekräftelser eller gjorde dem tillgängliga endast från exarkatet i Italien; uppgiften ifrågasätts i Nordisk familjebok.
Han adopterade kejsarens två söner genom att emotta deras hårlockar som kejsaren sände honom. Han lät restaurera många kyrkor i Rom. Han är begraven i Peterskyrkan.